# 6 februari
6 februari is de 37ste dag van het jaar in de gregoriaanse kalender. Hierna volgen nog 328 dagen (329 dagen in een schrikkeljaar) tot het einde van het jaar.

## Gebeurtenissen
- Algemeen
  - 2023 - Delen van Turkije en Syrië worden getroffen door een aardbeving met een kracht van 7,8 op de schaal van Richter.[1] Negen uur later volgt een tweede zware beving (7,5) met het epicentrum in Kahramanmaraş.[2] Het aantal doden en gewonden is vele duizenden en er is veel schade.[3] (Lees verder)
- Media
  - 1946 - Het Dagblad van het Oosten verschijnt weer als zelfstandige krant. Het Parool trekt zich terug uit de regio en de lezers van de Nieuwe Twentsche en Almelosche Courant stappen grotendeels over naar het Dagblad van het Oosten.
  - 2007 - De dagbladen van het Wegener concern verschijnen op tabloidformaat.
  - 2019 - Weerman Bram Verbruggen presenteert zijn eerste weerbericht op Eén.[4]
- Politiek
  - 1685 - James Stuart, hertog van York, wordt koning van Engeland en Ierland als Jacobus II en van Schotland als Jacobus VII.
  - 1778 - Na de Amerikaanse overwinning op de Britten bij de Slag bij Saratoga lukt het Benjamin Franklin een verbond te sluiten met Frankrijk.
  - 1788 - Massachusetts ratificeert de grondwet van de Verenigde Staten en treedt toe tot de Unie als zesde staat.[5]
  - 1952 - Elizabeth II wordt koningin van Groot-Brittannië, Noord-Ierland en de landen van het Britse Gemenebest.
  - 1989 - Begin rondetafelbesprekingen tussen Solidarność en de communistische machthebbers in Polen met als inzet o.a. vrije verkiezingen, vrij grensverkeer en liberalisering van de economie. Begin van het einde van het IJzeren Gordijn.
  - 1989 - De Haïtiaanse politie arresteert drie oppositieleiders die hebben opgeroepen tot een tweedaagse staking waarmee zij het aftreden van generaal Prosper Avril wilden afdwingen.
  - 2012 - Premier Emil Boc van Roemenië kondigt zijn aftreden aan, nadat de bevolking wekenlang tegen de bezuinigingsmaatregelen heeft geprotesteerd.
  - 2024 - In de Tweede Kamer gaat de parlementaire enquêtecommissie over de coronacrisis die onderzoek gaat doen naar de Nederlandse aanpak van het virus officieel van start. De commissie onder voorzitterschap van Daan de Kort bestaat uit vertegenwoordigers van zes partijen.[6]
- Religie
  - 337 - Paus Julius I volgt Paus Marcus op.
  - 1579 - Oprichting van het Bisdom Manila in de Filipijnen.
  - 1831 - Kroning van Paus Gregorius XVI in Rome.
  - 1922 - Kardinaal Achille Ratti wordt gekozen tot Paus Pius XI.
  - 1999 - Bisschopswijding van hulpbisschop Everard de Jong van Roermond in de Sint-Christoffelkathedraal te Roermond door bisschop Frans Wiertz.
- Sport
  - 1894 - Een officieel Nederlands bondselftal komt voor de eerste maal in een internationale voetbalwedstrijd in actie. Op het exercitieterrein der dienstdoende schutterij aan de Linker Rottekade in Rotterdam wordt met 1-0 verloren van Felixtowe Club.
  - 1941 - Auke Adema wint de zevende Elfstedentocht.
  - 1958 - Acht spelers van Manchester United verliezen het leven bij de vliegramp van München.
  - 1970 - Opening van het Estadio Rommel Fernández in de Panamese hoofdstad Panama-Stad.
  - 1995 - Arantxa Sánchez Vicario lost Steffi Graf na 87 weken af als de nummer één op de wereldranglijst der proftennissters; de Spaanse moet die positie na twee weken weer afstaan aan haar Duitse collega.
  - 2000 - Zwemmer Ian Thorpe scherpt in Berlijn zijn eigen wereldrecord op de 200 meter vrije slag kortebaan (25 meter) aan tot 1.41,10.
  - 2018 - De Koninklijke Nederlandse Voetbalbond stelt Ronald Koeman aan als nieuwe bondscoach.
  - 2022 - Darter Robert Thornton verslaat Martin Adams in de finale van het World Seniors Darts Championship en kroont zich zo tot wereldkampioen darts onder de 50+'ers.[7]
  - 2022 - De Nederlander Patrick Roest rijdt met een nieuw Nederlands olympisch record van 6:09.31 naar de tweede plek bij de 5000 m hardrijden op de schaats tijdens de Olympische Winterspelen 2022.[8] De Belg Bart Swings wordt 7e op deze afstand.
- Wetenschap en technologie
  - 1944 - Eerste geslaagde reageerbuisbevruchting, uitgevoerd door John Rock en Miriam Menkin.
  - 1959 - Jack Kilby van Texas Instruments vraagt patent aan op de geïntegreerde schakeling.
  - 1971 - Apollo 14 astronaut Alan Shepard slaat op de Maan een golfbal weg met een zelfgemaakte club.[9]
  - 2018 - Elon Musk lanceert met succes de Falcon heavy-raket, de krachtigste raket ter wereld.

## Geboren

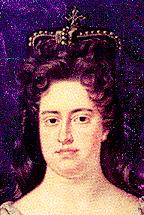
Anna van Groot-Brittannië,
geboren in 1665

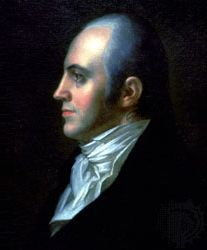
Aaron Burr,
geboren in 1756

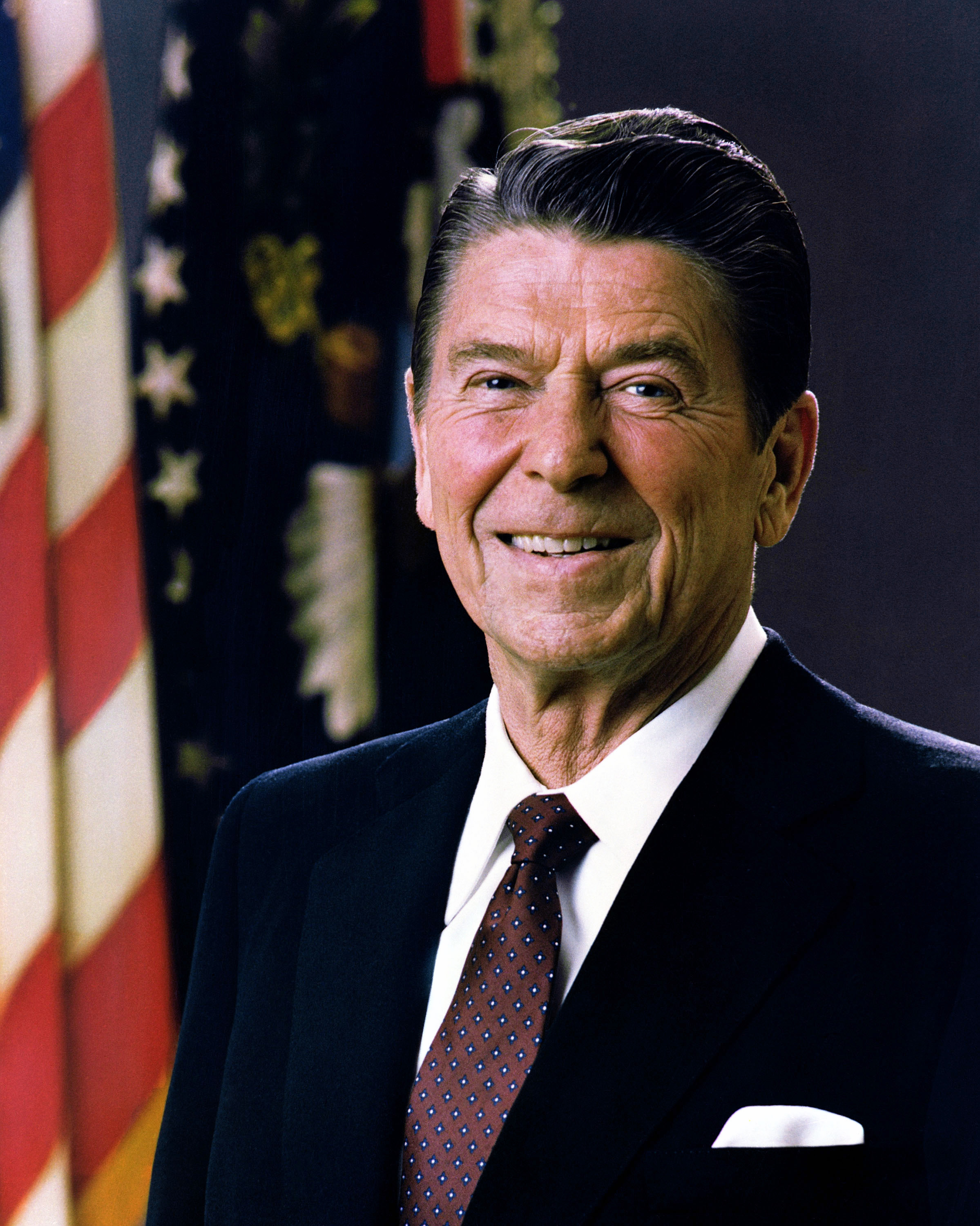
Ronald Reagan,
geboren in 1911

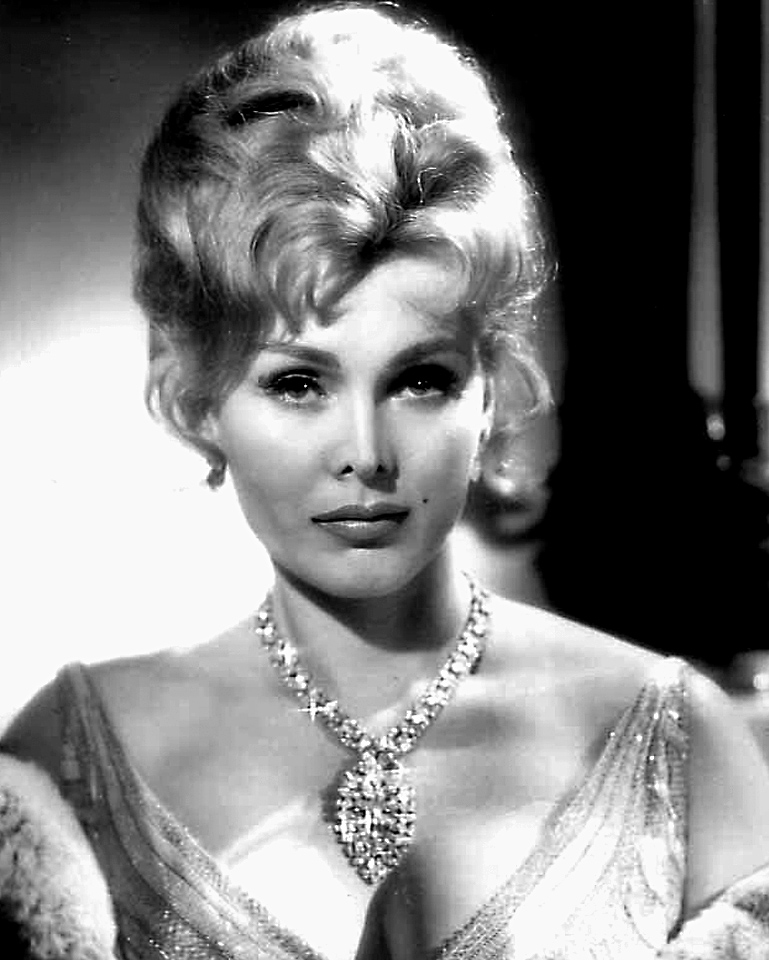
Zsa Zsa Gábor,
geboren in 1917

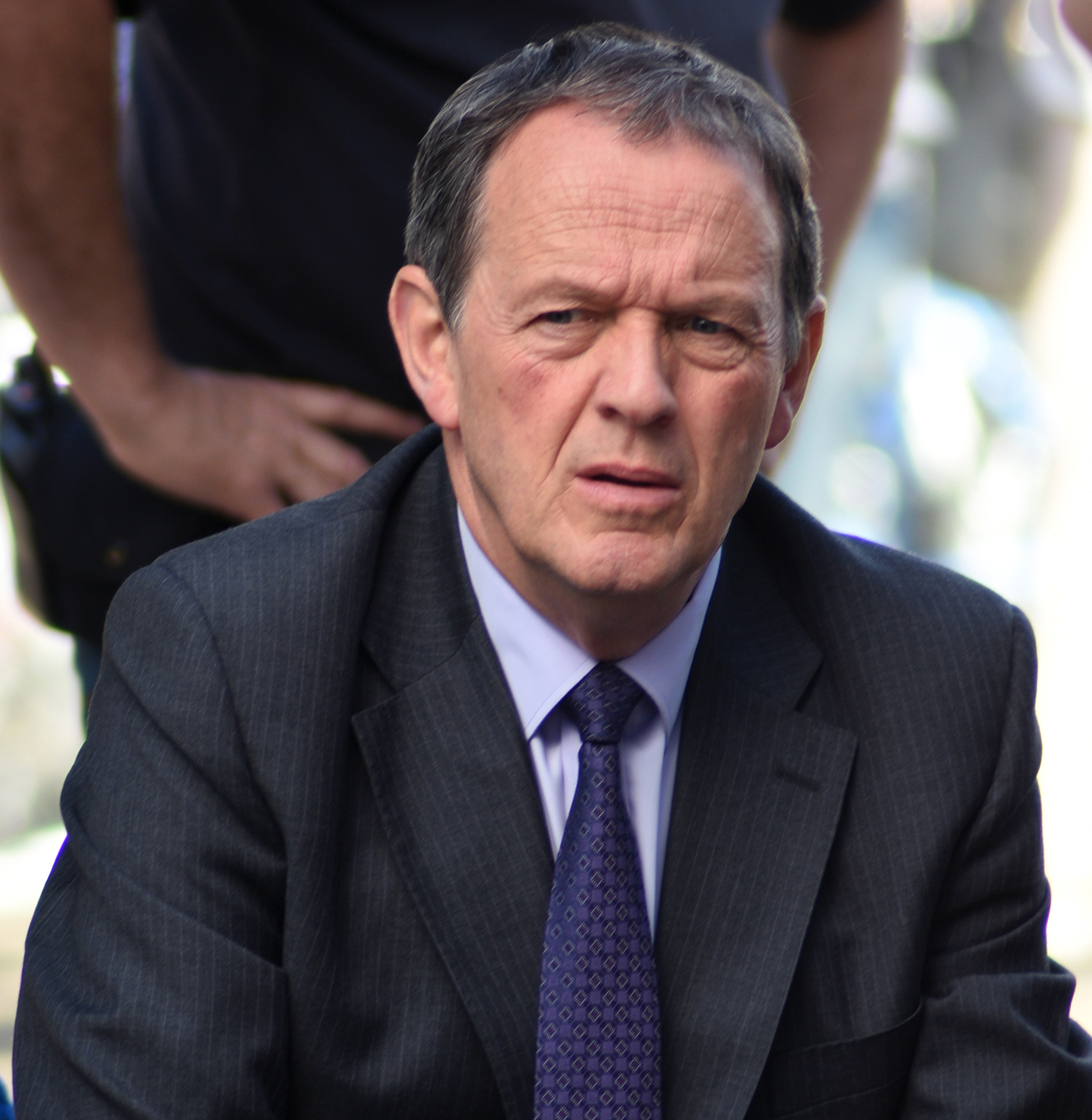
Kevin Whately
(als Robbie Lewis),
geboren in 1951

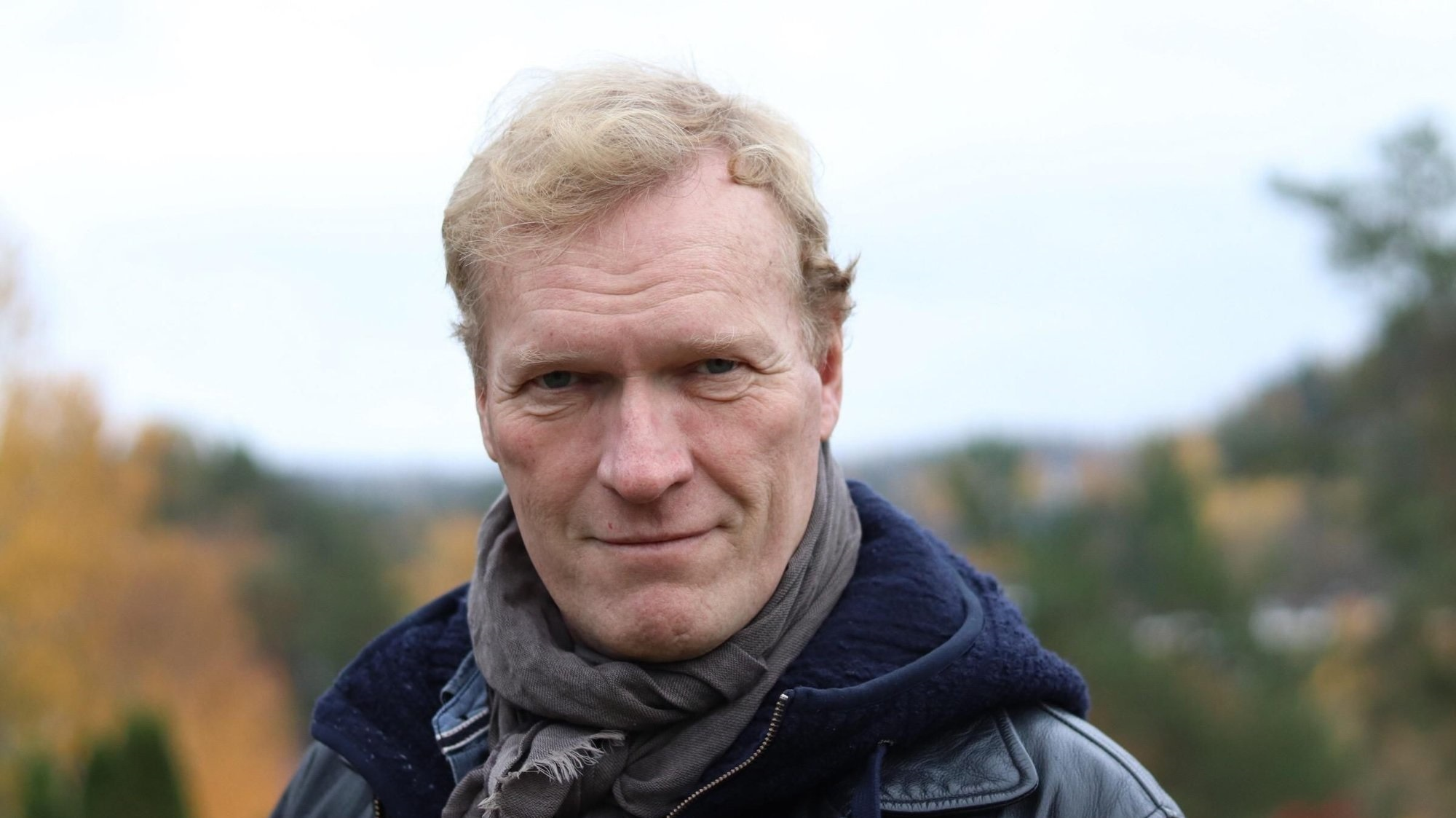
Sven Nordin,
geboren in 1957

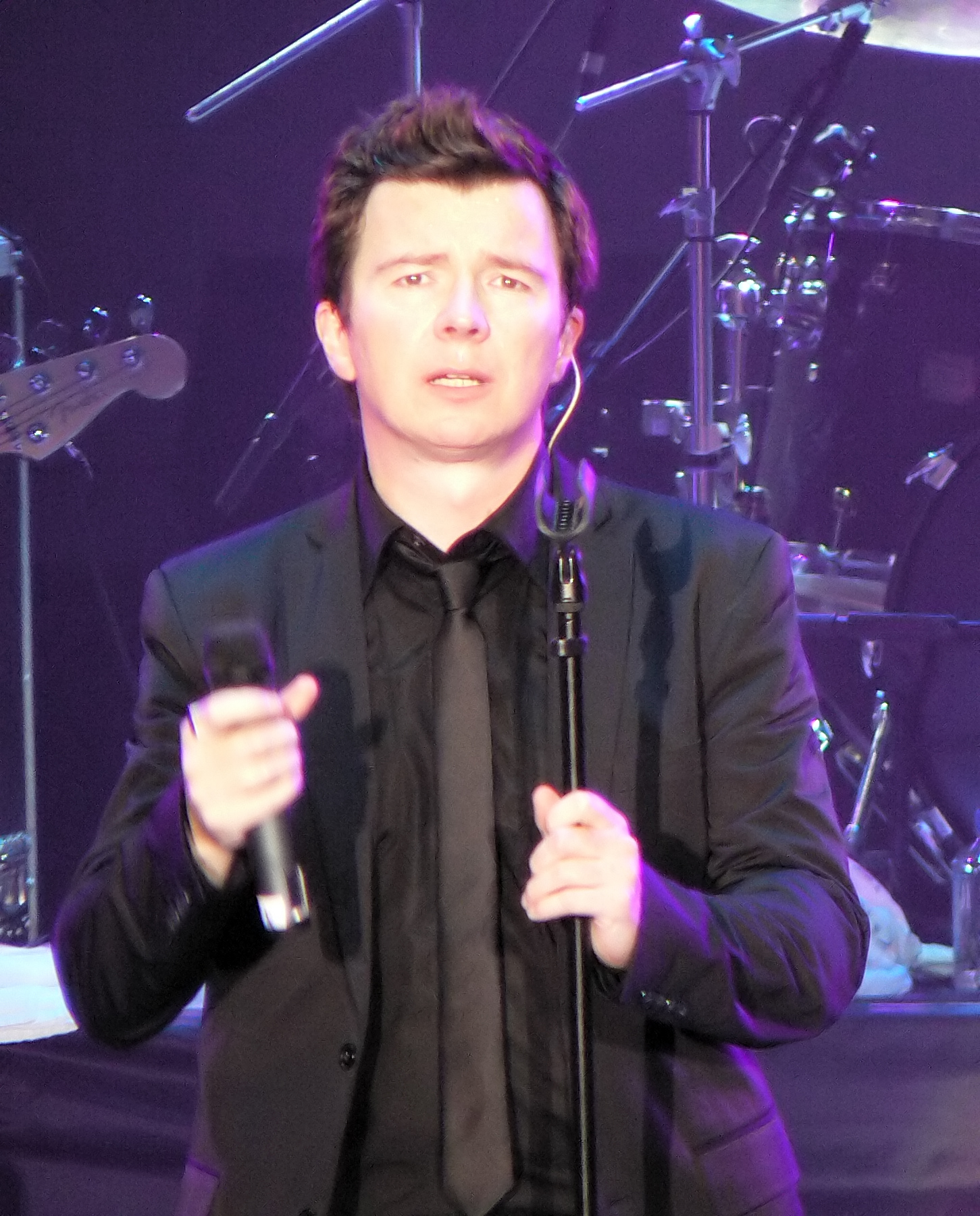
Rick Astley,
geboren in 1966

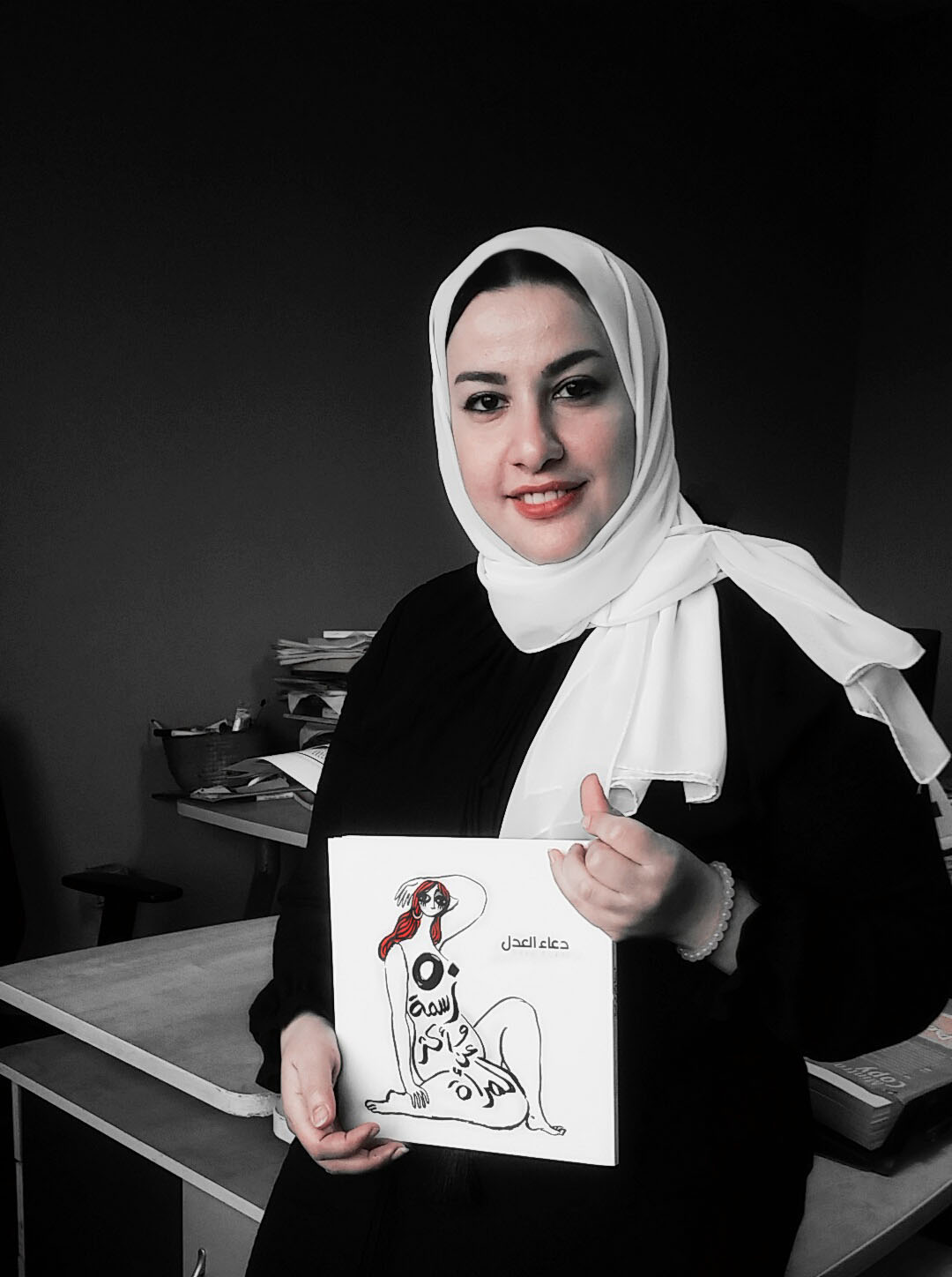
Doaa El-Adl,
geboren in 1979

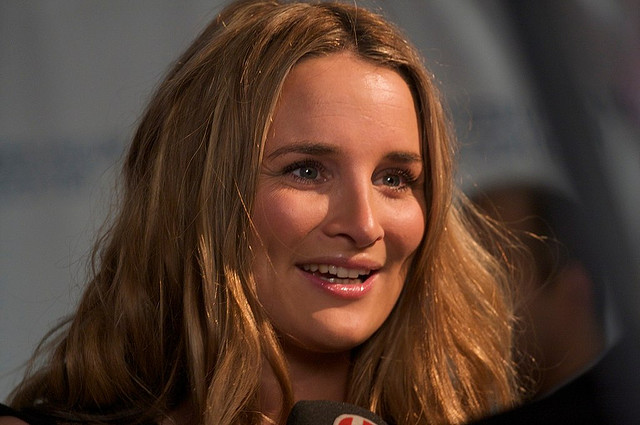
Lieke van Lexmond,
geboren in 1982

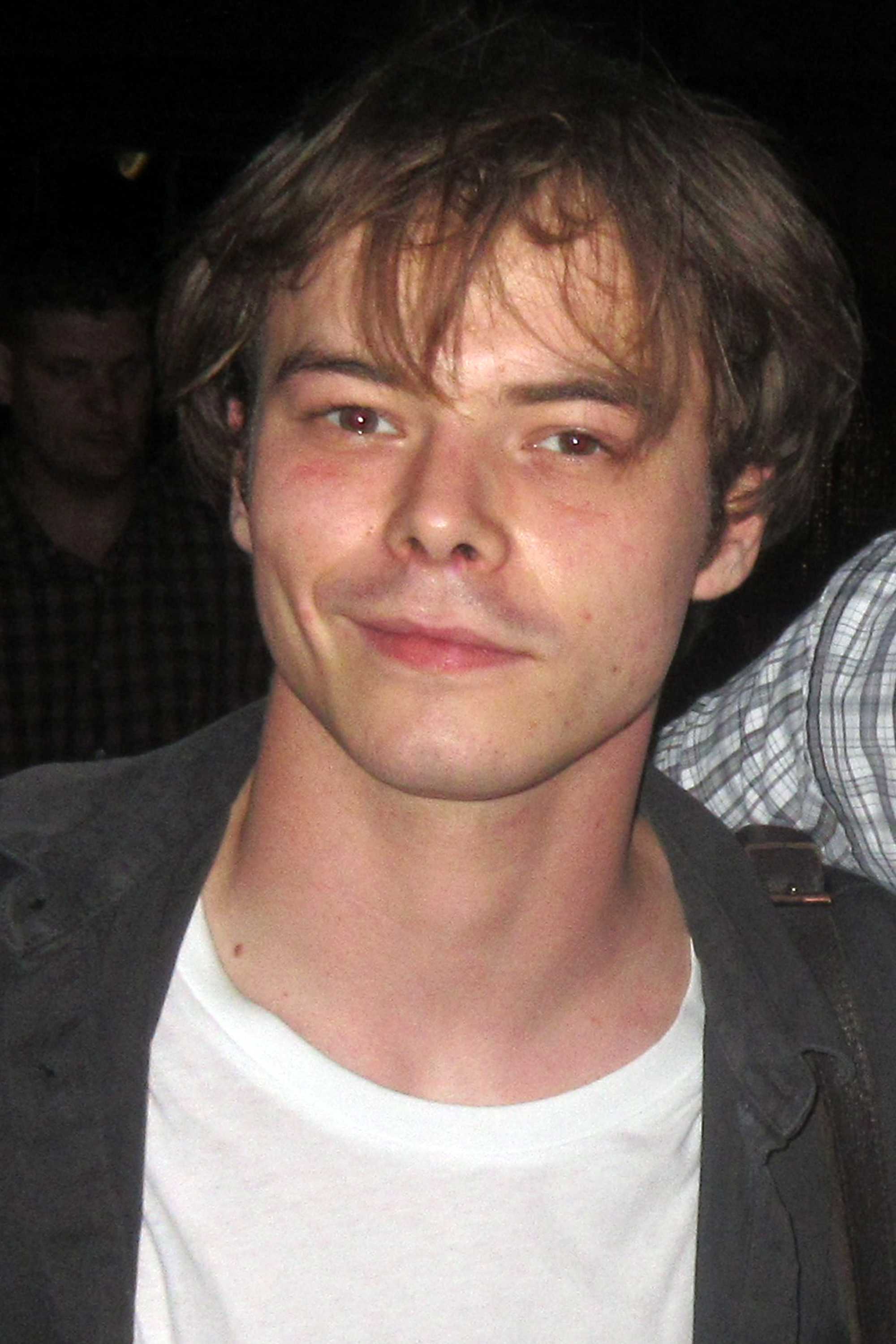
Charlie Heaton,
geboren in 1994

- 885 - Daigo, keizer van Japan (overleden 930)
- 1465 - Scipione del Ferro, Italiaans wiskundige (overleden 1526)
- 1612 - Antoine Arnauld, Frans rooms-katholiek theoloog, filosoof en wiskundige (overleden 1694)
- 1636 - Heyman Dullaert, Nederlands schilder en dichter (overleden 1684)
- 1665 - Anna Stuart, koningin van Groot-Brittannië (overleden 1714)
- 1748 - Adam Weishaupt, Duits filosoof (overleden 1830)
- 1756 - Aaron Burr, Amerikaans politicus (overleden 1836)
- 1797 - Joseph von Radowitz, Pruisisch militair, diplomaat en politicus (overleden 1853)
- 1802 - Charles Wheatstone, Brits wetenschapper en uitvinder (overleden 1875)
- 1822 - Dirk Stork, Nederlands ondernemer (oprichter Stork) (overleden 1895)
- 1838 - Henry Irving, Brits acteur (overleden 1905)
- 1848 - Marcelo Adonay, Filipijns componist en dirigent (overleden 1928)
- 1858 - Henry Appenzeller, Amerikaans predikant en zendeling (overleden 1902)
- 1860 - Johan de Meester sr., Nederlands journalist, literatuurcriticus en schrijver (overleden 1931)
- 1864 - John Henry Mackay, Duits dichter, schrijver en anarchist (overleden 1933)
- 1868 - Jan Adam Zandleven, Nederlands kunstschilder (overleden 1923)
- 1879 - Othon Friesz, Frans kunstschilder (overleden 1949)
- 1882 - Walter Jakobsson, Fins kunstschaatser (overleden 1957)
- 1884 - Tjeerd Bottema, Nederlands beeldend kunstenaar (overleden 1978)
- 1887 - Joseph Frings, Duits kardinaal-aartsbisschop van Keulen (overleden 1978)
- 1889 - Thé Lau, Nederlands kunstschilder (overleden 1958)
- 1892 - William Murphy, Amerikaans medicus (overleden 1987)
- 1895 - Babe Ruth, Amerikaans honkballer (overleden 1948)
- 1897 - Ward Hermans, Vlaams-nationalistisch politicus, publicist en dichter (overleden 1992)
- 1903 - Claudio Arrau, Chileens pianist (overleden 1991)
- 1903 - Pieter G. Buckinx, Belgisch dichter en schrijver (overleden 1987)
- 1905 - Irmgard Keun, Duits romanschrijfster (overleden 1982)
- 1908 - Amintore Fanfani, Italiaans politicus (overleden 1999)
- 1911 - Ronald Reagan, 40e president van de Verenigde Staten (overleden 2004)
- 1912 - Eva Braun, echtgenote van Adolf Hitler (overleden 1945)
- 1914 - Bernd Freytag von Loringhoven, Duits generaal (overleden 2007)
- 1914 - Forrest Towns, Amerikaans atleet (overleden 1991)
- 1916 - Cliff Griffith, Amerikaans autocoureur (overleden 1996)
- 1917 - Zsa Zsa Gábor, Amerikaans-Hongaars actrice (overleden 2016)
- 1918 - Lothar-Günther Buchheim, Duits kunstschilder, kunstverzamelaar en schrijver (overleden 2007)
- 1921 - Arie Kleijwegt, Nederlands journalist en presentator (overleden 2001)
- 1922 - Patrick Macnee, Brits-Amerikaans acteur (overleden 2015)
- 1924 - Sammy Nestico, Amerikaans jazzmusicus en -componist (overleden 2021)
- 1924 - Chuck Parsons, Amerikaans autocoureur (overleden 1999)
- 1924 - Billy Wright, Engels voetballer (overleden 1994)
- 1925 - Nelson Demarco, Uruguayaans basketballer (overleden 2009)
- 1925 - Pramoedya Ananta Toer, Indonesisch schrijver (overleden 2006)
- 1927 - Frans Herman, Belgisch atleet (overleden 1990)
- 1928 - Allan Meltzer, Amerikaans econoom (overleden 2017)
- 1929 - Pierre Brice, Frans acteur (overleden 2015)
- 1929 - Sixten Jernberg, Zweeds langlaufer (overleden 2012)
- 1931 - Maria Goesakova, Russisch langlaufster (overleden 2022)
- 1931 - Rip Torn, Amerikaans acteur en regisseur (overleden 2019)
- 1931 - Mamie Van Doren, Amerikaans actrice, zangeres en model
- 1931 - Ricardo Vidal, Filipijns kardinaal-aartsbisschop (overleden 2017)
- 1932 - François Truffaut, Frans filmregisseur (overleden 1984)
- 1933 - Jon Bluming, Nederlands vechtsporter (overleden 2018)
- 1933 - Ger Smit, Nederlands (stem)acteur (overleden 2012)
- 1936 - Wies Andersen, Belgisch (Vlaams) acteur, regisseur en televisiepresentator (overleden 2023)
- 1937 - Theo Sijthoff, Nederlands wielrenner en modeontwerper (overleden 2006)
- 1938 - Fred Florusse, Nederlands cabaretier, acteur en regisseur (overleden 2023)
- 1938 - Mick Pearce, Zimbabwaans architect
- 1939 - Mike Farrell, Amerikaans acteur
- 1939 - Aleksej Kornejev, Sovjet voetballer (overleden 2004)
- 1940 - Tom Brokaw, Amerikaans nieuwslezer
- 1940 - Hubert Minnebo, Belgisch beeldend kunstenaar
- 1941 - Stephen Albert, Amerikaans componist (overleden 1992)
- 1941 - Dave Berry, Engels zanger
- 1943 - Herman De Dijn, Belgisch filosoof
- 1943 - Fabian Forte, Amerikaans tieneridool
- 1944 - Christine Boutin, Frans politica
- 1945 - Mišo Cebalo, Kroatisch schaker (overleden 2022)
- 1945 - Bob Marley, Jamaicaans reggae-muzikant (overleden 1981)
- 1945 - Heinz Stuy, Nederlands voetballer
- 1946 - Kate McGarrigle, Canadees folkzangeres (overleden 2010)
- 1947 - Frank Chavez, Filipijns advocaat (overleden 2013)
- 1947 - Eric Flint, Amerikaans auteur en uitgever (overleden 2022)
- 1947 - Charles Hickcox, Amerikaans zwemmer (overleden 2010)
- 1947 - Daniel Yergin, Amerikaans hoogleraar en energiespecialist
- 1948 - Eddy Boutmans, Belgisch politicus
- 1948 - Adolfo Yllana, Filipijns geestelijke en apostolische nuntius
- 1949 - Mike Batt, Brits muzikant, componist en producer
- 1949 - Jannes Munneke, Nederlands olympisch roeier
- 1950 - Natalie Cole, Amerikaans zangeres (overleden 2015)
- 1950 - Paul Gentilozzi, Amerikaans autocoureur en ondernemer
- 1950 - Luc van Balberghe, Belgisch journalist
- 1951 - Tineke Bartels, Nederlands amazone
- 1951 - Tjibbe Joustra, Nederlands topambtenaar
- 1951 - Prinses Marie-Christine, dochter van Leopold III van België
- 1951 - Kevin Whately, Brits acteur
- 1952 - Ric Charlesworth, Australisch hockeyer, cricketer en hockeycoach
- 1952 - Charles Goerens, Luxemburgs politicus
- 1952 - Ricardo Lavolpe, Argentijns voetbalcoach
- 1953 - Viviane Van Emelen, Belgisch atlete
- 1954 - Erik Izraelewicz, Frans journalist (overleden 2012)
- 1954 - Janusz Jędrzejewski, Pools componist (overleden 2009)
- 1955 - Anne-Marie Pira, Belgisch atlete
- 1955 - Wim van Til, Nederlands dichter
- 1956 - Siep Hoekstra, Nederlands schaatscoach
- 1956 - Frank Snoeks, Nederlands sportverslaggever van de NOS
- 1956 - Rudy Van Snick, Belgisch klimmer
- 1957 - Kathy Najimy, Amerikaans actrice en komiek
- 1957 - Sven Nordin, Noors acteur
- 1960 - Megan Gallagher, Amerikaans actrice
- 1960 - Wendy Van Wanten, Belgisch zangeres
- 1961 - Malu Dreyer, Duits politica
- 1961 - Christa Vandercruyssen, Belgisch atlete
- 1962 - Axl Rose, Amerikaans zanger
- 1963 - Josep Maria Bartomeu, Spaans ondernemer en voetbalbestuurder (FC Barcelona)
- 1963 - Ralf Brudel, Duits roeier
- 1963 - Claudy Jongstra, Nederlands kunstenares
- 1965 - Robin van Helden, Nederlands atleet
- 1965 - Simone Lahbib, Brits actrice
- 1966 - Rick Astley, Engels singer-songwriter
- 1966 - Hubert Bruls, Nederlands politicus
- 1966 - Leonid Milov, Oekraïens schaker
- 1966 - José María Olazábal, Spaans golfer
- 1967 - Bo André Namtvedt, Noors wielrenner
- 1968 - Piergiorgio Bontempi, Italiaans motorcoureur
- 1968 - Adolfo Valencia, Colombiaans voetballer
- 1969 - Massimo Busacca, Zwitsers voetbalscheidsrechter
- 1969 - Anoushka Schut-Welkzijn, Nederlands politica
- 1970 - Jeff Rouse, Amerikaans zwemmer
- 1970 - Kitty Yung, Amerikaans pornoactrice
- 1971 - José María Jiménez, Spaans wielrenner (overleden 2003)
- 1971 - Brian Stepanek, Amerikaans acteur
- 1972 - Barbara Fusar Poli, Italiaans kunstschaatsster
- 1972 - Dragomir Stanković, Servisch voetbalscheidsrechter
- 1973 - Élisabeth Grousselle, Frans atlete
- 1974 - Olaf Lindenbergh, Nederlands voetballer
- 1976 - Tanja Frieden, Zwitsers snowboarder
- 1976 - Annelies Verbeke, Belgisch schrijfster
- 1976 - Solange Witteveen, Argentijns atlete
- 1977 - Tanja Dexters, Belgisch presentatrice en model (Miss België 1998)
- 1978 - Nienke Nijenhuis, Nederlands golfster
- 1979 - Doaa El-Adl, Egyptisch cartooniste
- 1979 - Volodymyr Bileka, Oekraïens wielrenner
- 1979 - Ivan Bošnjak, Kroatisch voetballer
- 1979 - Alice Weidel, Duits politica (AfD)
- 1981 - Ricky Barnes, Amerikaans golfer
- 1981 - Sabine Krantz, Duits atlete
- 1982 - Jade Edmistone, Australisch zwemster
- 1982 - Lieke van Lexmond, Nederlands actrice
- 1982 - Jennifer Suhr, Amerikaans atlete
- 1984 - Darren Bent, Engels voetballer
- 1984 - Joep van den Ouweland, Nederlands voetballer
- 1984 - Joelia Tsjekaleva, Russisch langlaufster
- 1985 - Hiroaki Hiraoka, Japans judoka
- 1985 - Joji Kato, Japans schaatser
- 1985 - Ben Woldring, Nederlands internetondernemer
- 1985 - Yang Yu, Chinees zwemster
- 1986 - Sopho Nizjaradze, Georgisch zangeres
- 1986 - Carlos Sánchez, Colombiaans voetballer
- 1986 - Jeremy Vandoorne, Belgisch acteur
- 1987 - Dane DeHaan, Amerikaans acteur
- 1987 - Tom IJzerman, Nederlands voetballer
- 1987 - Tommy de Jong, Frans voetballer
- 1987 - Marc Pedraza, Spaans voetballer
- 1987 - Noureddine Smaïl, Frans atleet
- 1988 - Anna Diop, Amerikaans actrice
- 1989 - Eloy Room, Nederlands voetballer
- 1990 - Christina Geiger, Duits alpineskiester
- 1990 - Thomas Knopper, Nederlands autocoureur (overleden 2009)
- 1992 - Dai Jun, Chinees zwemmer
- 1992 - Oimara, Duits zangeres
- 1992 - Leiston Pickett, Australisch zwemster
- 1993 - Cho (Giovanni Rustenberg), Nederlands rapper
- 1993 - Tinashe, Amerikaans singer-songwriter, muziekproducer, danseres, actrice en model
- 1994 - Josh Webster, Brits autocoureur
- 1994 - Charlie Heaton, Brits acteur
- 1995 - Leon Goretzka, Duits voetballer
- 1995 - Jacqueline Lölling, Duits skeletonracer
- 1995 - Nyck de Vries, Nederlands autocoureur
- 1996 - Michele Rocca, Italiaans voetballer
- 1996 - Maud Megens, Nederlands waterpolospeler
- 1997 - Isaiah Jewett, Amerikaans atleet
- 1997 - Nicklas Nielsen, Deens autocoureur
- 1999 - Jonathan Jones, Barbadiaans atleet
- 2001 - Natan, Braziliaans voetballer
- 2003 - Yara Helderman, Nederlands voetbalster
- 2003 - Marius Zug, Duits autocoureur
- 2004 - Louise Sophie Mary van België, prinses van België, dochter van Prinses Claire en Prins Laurent
- 2004 - Adam Wharton, Engels voetballer
- 2005 - Zak O'Sullivan, Brits-Iers autocoureur

## Overleden

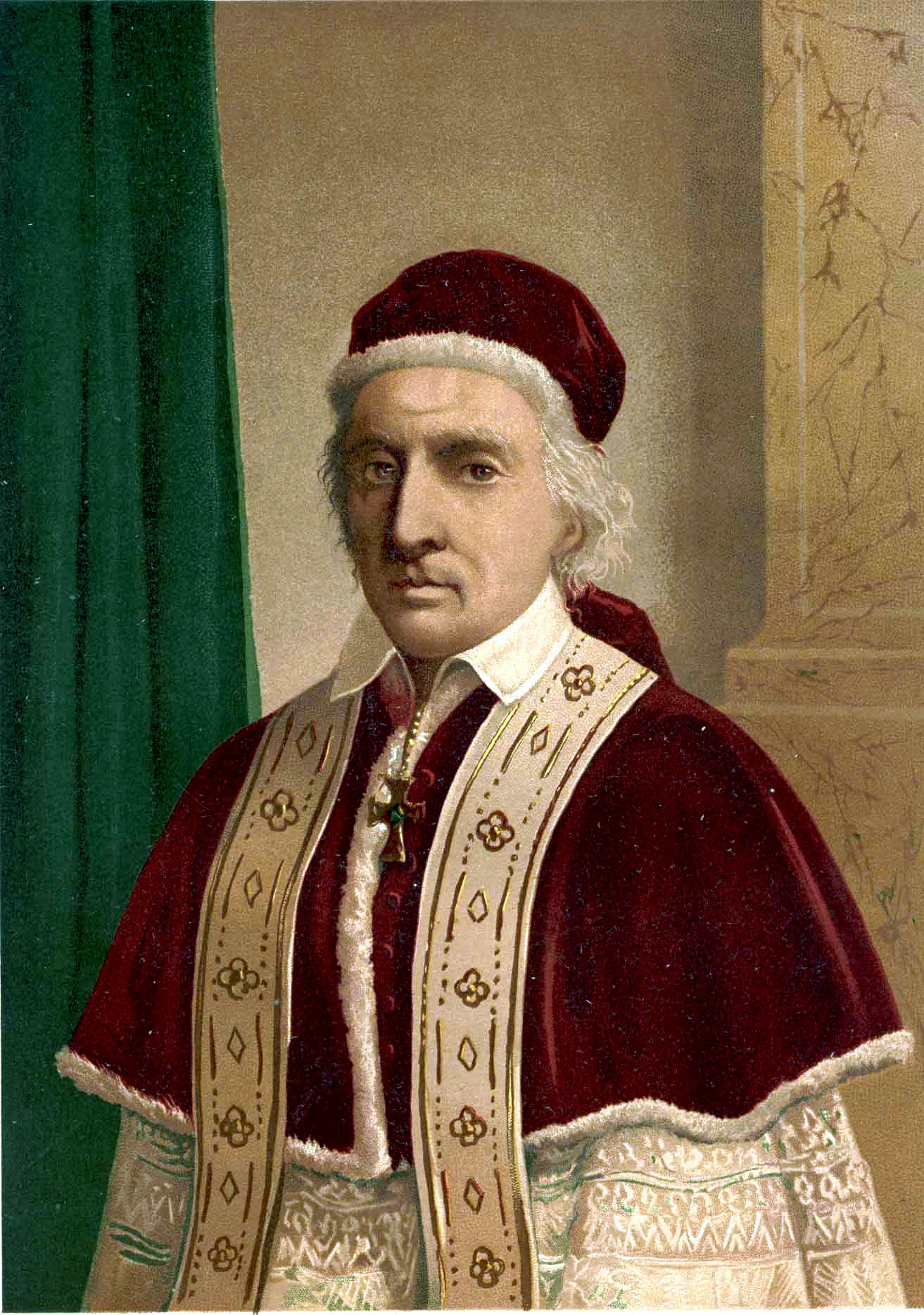
Paus Clemens XII
overleden in 1740

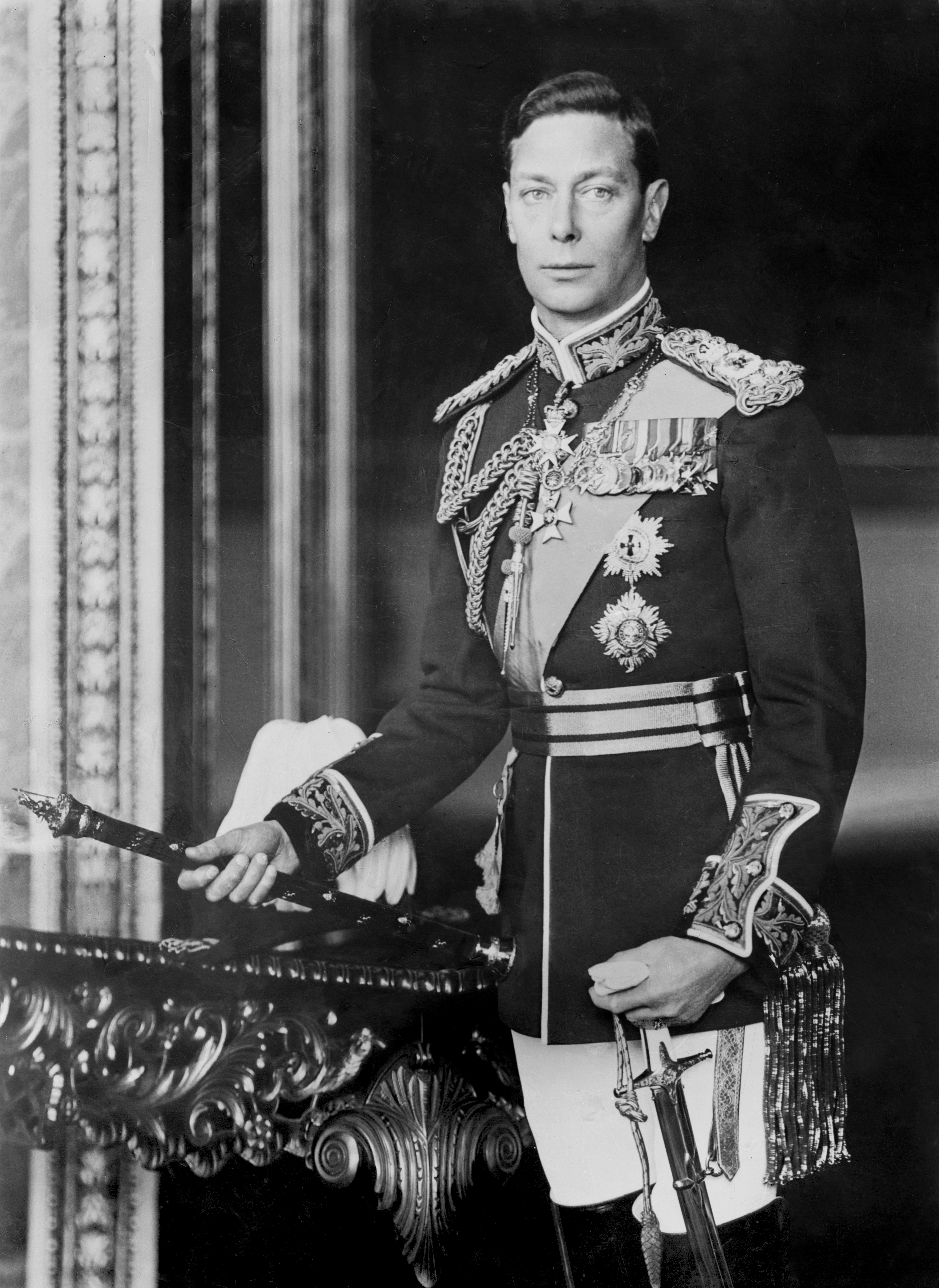
George VI van het Verenigd Koninkrijk
overleden in 1952

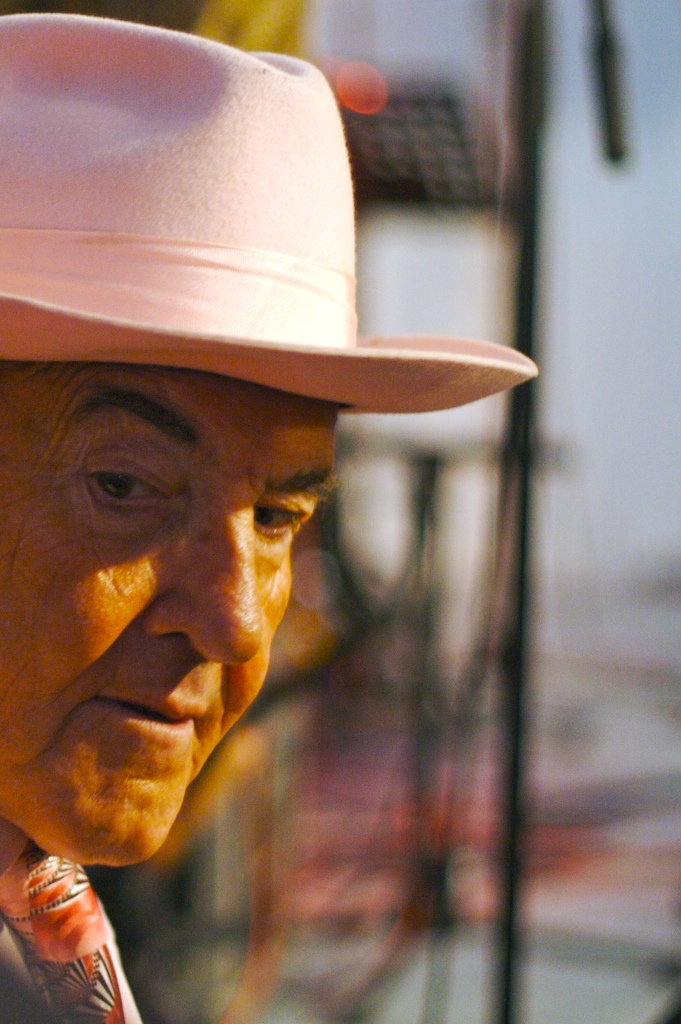
Eddy Wally
overleden in 2016

- 1390 - Adolf I van Nassau-Wiesbaden-Idstein, aartsbisschop en keurvorst van Mainz
- 1497 - Johannes Ockeghem (± 77), Belgisch componist
- 1591 - Anna Sophia van Pruisen (63), prinses van Pruisen
- 1685 - Karel II van Engeland (54), koning van Engeland, Schotland en Ierland
- 1740 - Paus Clemens XII (87)
- 1793 - Carlo Goldoni (85), Italiaans toneelschrijver
- 1800 - Petrus Bondam (72), Nederlands historicus en jurist
- 1804 - Joseph Priestley (70), Engels filosoof, theoloog en chemicus
- 1838 - Piet Retief (57), leider van de Zuid-Afrikaanse Voortrekkers
- 1852 - Jeanne Huc-Mazelet (87), Zwitsers gouvernante
- 1855 - Martin Josef Munzinger (63), Zwitsers politicus en revolutionair
- 1873 - Jozef Jan Tuerlinckx (63), Belgisch kunstschilder en graveur
- 1893 - Reinoudina de Goeje (Agatha) (59), Nederlands vertaalster en kinderboekenschrijfster
- 1908 - Jan Portielje (78), Nederlands-Belgisch kunstschilder
- 1914 - Albert Neuhuys (69), Nederlands kunstschilder
- 1916 - Rubén Darío (49), Nicaraguaans schrijver en dichter
- 1918 - Gustav Klimt (55), Oostenrijks schilder
- 1923 - Edward Emerson Barnard (65), Amerikaans astronoom
- 1925 - Hubert Savelkoul-Leconte (62), Belgisch koopman
- 1929 - Maria Christina (70), Spaans koningin-regentes
- 1938 - Marianne von Werefkin (77), Russisch expressionistische schilder
- 1941 - Maximilien Luce (82), Frans kunstschilder
- 1942 - Jacob Merkelbach (64), Nederlands portretfotograaf
- 1943 - Hendrik Seyffardt (70), Nederlands collaborateur, commandant van het Vrijwilligerslegioen Nederland
- 1952 - George VI (56), koning van Groot-Brittannië en Noord-Ierland
- 1958 - Geoff Bent (25), Engels voetballer
- 1958 - Roger Byrne (28), Engels voetballer
- 1958 - Walter Crickmer (58), Engels voetbaltrainer
- 1958 - Tommy Taylor (26), Engels voetballer
- 1958 - Eddie Colman (21), Engels voetballer
- 1958 - Mark Jones (24), Engels voetballer
- 1958 - David Pegg (22), Engels voetballer
- 1958 - Duncan Edwards (21), Engels voetballer
- 1962 - Cândido Portinari (58), Braziliaans schilder
- 1963 - Mohammed Abdelkrim El Khattabi (81?), Marokkaans vrijheidsstrijder
- 1963 - Charlotte Charlaque (70), Amerikaans-Duits-Joodse transvrouw, vertaalster en artieste
- 1964 - Emilio Aguinaldo (94), Filipijns president
- 1966 - Narcisa de Leon (88), Filipijns filmproducent
- 1967 - Martine Carol (46), Frans actrice
- 1971 - Adda Gleason (82), Amerikaans actrice
- 1972 - Julian Steward (70), Amerikaans antropoloog
- 1973 - Almir Morais de Albuquerque (Almir Pernambuquinho) (35), Braziliaans voetballer
- 1976 - Vince Guaraldi (47), Amerikaans jazzpianist en -componist
- 1979 - Alain Teister (47), Nederlands schrijver en schilder
- 1981 - Hugo Montenegro (55), Amerikaans filmcomponist en orkestleider
- 1982 - Ben Nicholson (87), Brits kunstschilder
- 1986 - Willard Cantrell (71), Amerikaans autocoureur
- 1986 - Minoru Yamasaki (73), Amerikaans architect
- 1989 - André Cayatte (80), Frans filmregisseur en scenarist
- 1989 - Barbara Tuchman (77), Amerikaans historica en journaliste
- 1993 - Arthur Ashe (49), Amerikaans tennisser
- 1994 - Jack Kirby (76), Amerikaans striptekenaar
- 1997 - Roger Laurent (83), Belgisch autocoureur
- 1998 - Falco (40), Oostenrijks rock-muzikant
- 1998 - Carl Wilson (51), Amerikaans muzikant
- 1999 - Joerij Istomyn (54), Sovjet-Russisch voetballer
- 2002 - Gré de Jongh (77), Nederlands atlete
- 2005 - Adu Celso Santos (59), Braziliaans motorcoureur
- 2007 - Coen van Hoewijk (84), eerste tv-nieuwslezer van Nederland
- 2007 - Frankie Laine (93), Amerikaans zanger
- 2007 - Willye White (67), Amerikaans atlete
- 2008 - Tony Rolt (89), Brits autocoureur
- 2009 - Philip Carey (83), Amerikaans acteur
- 2009 - Shirley Jean Rickert (82), Amerikaans actrice
- 2010 - Theo Mols (81), Nederlands glazenier, mozaïekkunstenaar, schilder, tekenaar en textielkunstenaar
- 2011 - Gary Moore (58), Noord-Iers gitarist
- 2011 - Ken Olsen (84), Amerikaans computerpionier
- 2012 - Yasuhiro Ishimoto (90), Japans-Amerikaans fotograaf
- 2012 - Antoni Tàpies (88), Spaans kunstenaar
- 2012 - Janice Voss (55), Amerikaans astronaute
- 2013 - Chokri Belaïd (48), Tunesisch politicus
- 2013 - Mo-Do (Fabio Frittelli) (47), Italiaans zanger
- 2013 - Gudrun Genest (98), Duits actrice
- 2013 - Ellen van der Ploeg (90), Nederlands slachtoffer en getuige van en activiste over Japanse dwangprostitutie tijdens de Tweede Wereldoorlog
- 2014 - Vaçe Zela (74), Albanees zangeres
- 2015 - André Brink (79), Zuid-Afrikaans schrijver
- 2015 - Marisa Del Frate (83), Italiaans actrice
- 2015 - Assia Djebar (78), Algerijns schrijfster en cineaste
- 2016 - Daniel Gerson (49), Amerikaans scenarioschrijver
- 2016 - Dan Hicks (74), Amerikaans zanger, songwriter en muzikant
- 2016 - Anisa Makhlouf (86), Syrisch presidentsvrouw[10]
- 2016 - John Tishman (90), Amerikaans vastgoedontwikkelaar
- 2016 - Eddy Wally (83), Belgisch zanger
- 2017 - Irwin Corey (102), Amerikaans komiek en acteur
- 2017 - Alec McCowen (91), Brits acteur
- 2017 - Roger Walkowiak (89), Frans wielrenner
- 2017 - Joost van der Westhuizen (45), Zuid-Afrikaans rugbyspeler
- 2018 - Brunello Spinelli (78), Italiaans waterpolospeler
- 2018 - John Anthony West (85), Amerikaans egyptoloog en schrijver
- 2018 - Michael White (58), Brits schrijver en popmuzikant
- 2019 - Rudi Assauer (74), Duits voetballer en voetbalclubbestuurder
- 2019 - Dick Blok (94), Nederlands mediëvist
- 2019 - Manfred Eigen (91), Duits scheikundige
- 2019 - Michael Green (88), Engels theoloog
- 2019 - Rosamunde Pilcher (94), Brits schrijfster
- 2019 - Tilly van der Zwaard (81), Nederlands atlete
- 2020 - Hans Ueli Hohl (90), Zwitsers politicus
- 2020 - Jan Liberda (83), Pools voetballer
- 2021 - Theo van Haren Noman (103), Nederlands cineast
- 2021 - Jan Willem Loot (77), Nederlands jurist, cellist en bestuurder
- 2021 - George Shultz (100), Amerikaans econoom en politicus
- 2022 - George Crumb (92), Amerikaans componist
- 2022 - Ronnie Hellström (72), Zweeds voetballer
- 2022 - Syl Johnson (85), Amerikaans muzikant
- 2022 - Lata Mangeshkar (92), Indiaas zangeres
- 2023 - Greta Andersen (95), Deens zwemster
- 2023 - Lucien Jacques Baucher (93), Belgisch architect
- 2023 - Lubomír Štrougal (98), Tsjechisch politicus
- 2023 - Ger Thijs (74), Nederlands acteur en regisseur
- 2024 - John Bruton (76), Iers politicus en diplomaat
- 2024 - Miguel Ángel González Suárez (76), Spaans voetballer
- 2024 - Gijs IJlander (Gijs Hoetjes) (76), Nederlands schrijver
- 2024 - Seiji Ozawa (88), Japans dirigent
- 2024 - Sebastián Piñera (74), Chileens politicus
- 2025 - Wim van den Dungen (80), Nederlands voetballer
- 2025 - Richard Meredith (92), Amerikaans ijshockey
- 2025 - Frans Schellens (88), Belgisch voetballer en voetbaltrainer
- 2025 - Paul-Loup Sulitzer (78), Frans schrijver en econoom

## Viering/herdenking
- Nieuw-Zeeland: Waitangi Day

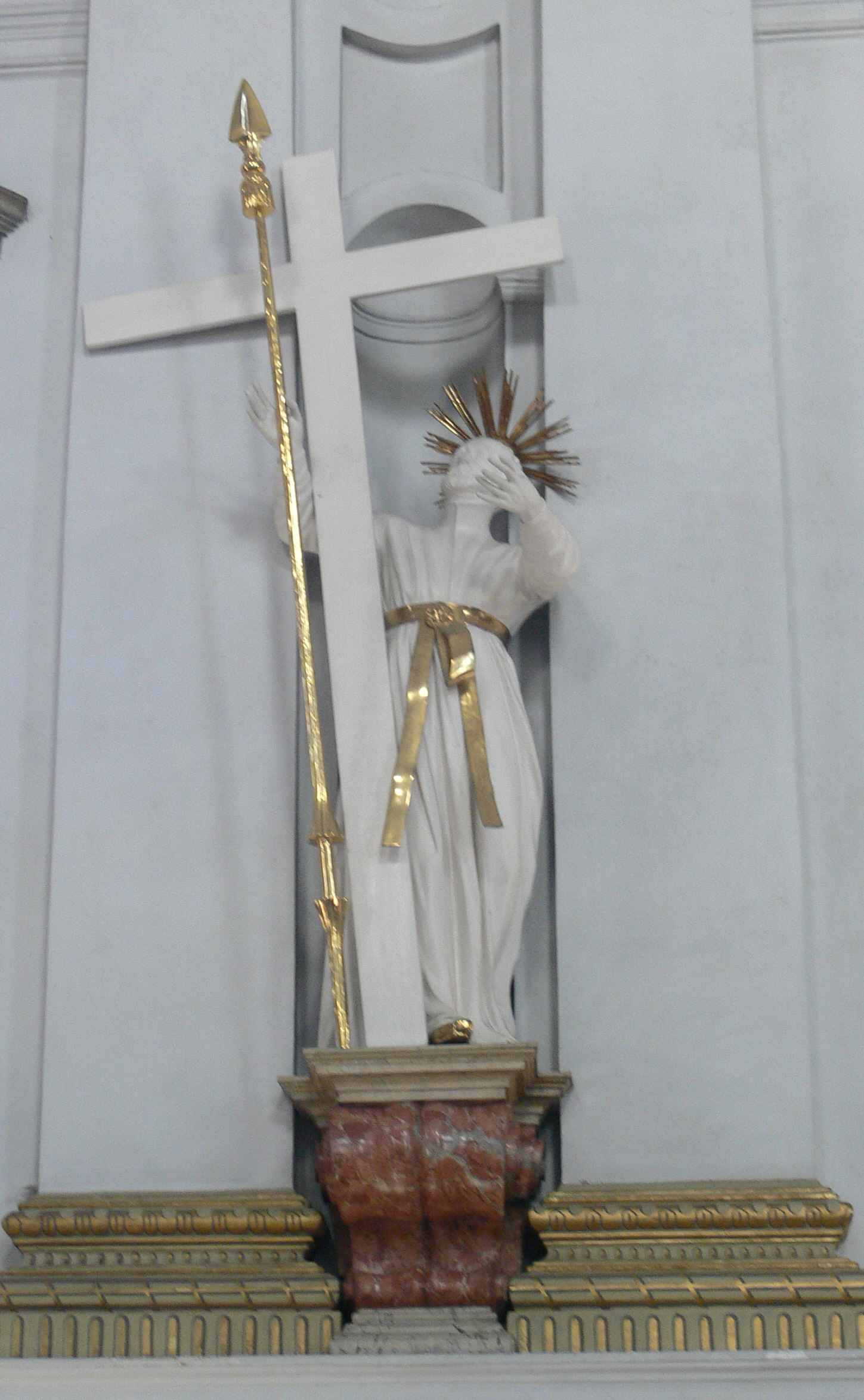
Paulus Miki

- Zero Tolerance Dag tegen vrouwenbesnijdenis
- Rooms-Katholieke kalender:
  - Heilige Amandus († 675) - Gedachtenis (in Bisdom Breda en België)
  - Heilige Paulus Miki en zijn 25 Gezellen († 1597) - Gedachtenis
  - Heilige Dorothea (van Cesarea) († 304)
  - Heilige Vedastus (van Arras) (ook: Vaast van Arras-Cambrai) († 540)
  - Heilige Julianus van Emesa († 312)
  - Heilige Hildegonda van Meer († 1183)
  - Heilige Relindis (van Maaseik) († 780)
  - Zalige Alfonso Maria Fusco († 1910)
  - Eerbiedwaardige Marthe Robin († 1981)

## Weerextremen

### Nederland
| | Officiële records | Officiële records | Officiële records |      | Landelijke records | Landelijke records | Landelijke records         |
| Gebeurtenis | Jaar              | Extreem           | Locatie           | Jaar | Extreem            | Locatie            |                            |
| --- | ----------------- | ----------------- | ----------------- | ---- | ------------------ | ------------------ | -------------------------- |
| Laagste etmaalgemiddelde temperatuur (°C) | 1917              | −9,0              | De Bilt           |      | 2012               | −10,8              | Lelystad                   |
| Hoogste etmaalgemiddelde temperatuur (°C) | 2004              | 11,0              | De Bilt           |      | 2004               | 12,2               | Arcen, Ell                 |
| Laagste minimumtemperatuur (°C) | 2012              | −14,6             | De Bilt           |      | 2012               | −16,6              | Lelystad                   |
| Hoogste minimumtemperatuur (°C) | 2004              | 9,7               | De Bilt           |      | 2001               | 10,4               | Westdorpe                  |
| Laagste maximumtemperatuur (°C) | 1941              | −4,5              | De Bilt           |      | 1963               | −7,1               | Eelde                      |
| Hoogste maximumtemperatuur (°C) | 2004              | 13,0              | De Bilt           |      | 2004               | 15,2               | Maastricht                 |
| Hoogste uurgemiddelde windsnelheid (m/s) | 1943              | 14,9              | De Bilt           |      | 1984               | 24,2               | Cadzand                    |
| Hoogste windstoot (m/s) | 1961              | 24,7              | De Bilt           |      | 1984               | 35,0               | Valkenburg ZH              |
| Langste zonneschijnduur (uur) | 1932              | 8,3               | De Bilt           |      | 2015, 2020         | 8,7                | Vlissingen                 |
| Langste neerslagduur (uur) | 1966, 2019        | 17,2              | De Bilt           |      | 1984               | 18,6               | Maastricht                 |
| Hoogste etmaalsom van de neerslag (mm) | 2022              | 24,9              | De Bilt           |      | 2022               | 38,4               | Deelen                     |
| Laagste etmaalgemiddelde relatieve vochtigheid (%) | 1917, 1932        | 65                | De Bilt           |      | 2012               | 56                 | Eindhoven                  |
| Laagste uurwaarde luchtdruk op zeeniveau (hPa) | 1974              | 969,5             | De Bilt           |      | 1974               | 969,2              | Twenthe                    |
| Hoogste uurwaarde luchtdruk op zeeniveau (hPa) | 2023              | 1043,4            | De Bilt           |      | 2023               | 1044,0             | Vlissingen, Wilhelminadorp |
| Officiële records worden altijd gemeten op het KNMI-weerstation in De Bilt. Landelijke records kunnen worden gemeten op elk officieel KNMI-weerstation in Nederland. |                   |                   |                   |      |                    |                    |                            |

Uitzonderlijke gebeurtenissen
- 1926 - Eerste landelijke zachte dag van het jaar gemeten in Maastricht (maximumtemperatuur ≥ 15 °C op een officieel weerstation)
- 2024 - Officieel hoogste uurgemiddelde windsnelheid in m/s van februari dit jaar gemeten in De Bilt: 10,0 (voorlopig). Samen met 22 februari
- 2024 - Officieel hoogste etmaalsom van de neerslag in mm van februari dit jaar gemeten in De Bilt: 14,8 (voorlopig)

### België
Dagrecords
- 1895 - Laagste etmaalgemiddelde temperatuur −13 °C
- 2004 - Hoogste etmaalgemiddelde temperatuur 12,7 °C
- 1895 - Laagste minimumtemperatuur −16,2 °C
- 2004 - Hoogste maximumtemperatuur 14,7 °C
- 1984 - Hoogste etmaalsom van de neerslag 21,4 mm

Uitzonderlijke gebeurtenissen
- 1901 - Er ligt 30 cm dikke laag sneeuw in Groenendaal (Hoeilaart) en 20 cm in Ukkel.

<< · 1 · 2 · 3 · 4 · 5 · 6 · 7 · 8 · 9 · 10 · 11 · 12 · 13 · 14 · 15 · 16 · 17 · 18 · 19 · 20 · 21 · 22 · 23 · 24 · 25 · 26 · 27 · 28 · 29 · (30) · >>